# Одиссей и остров туманов
«Одиссей и остров туманов» (англ. Odysseus & the Isle of Mists; другое название «Одиссей: Путешествие в подземный мир») — фильм режиссёра Терри Ингрэма, снятый в 2008 году, вольная интерпретация классического античного сюжета о знаменитом скитальце.

## Сюжет
Одиссей и его команда терпят кораблекрушение рядом с островом туманов. Однако выясняется, что это место кишит крылатыми существами, которые прямо-таки вожделеют полакомиться плотью и кровью пришельцев. Весь остров полон следами их пиршеств в виде человеческих скелетов. Неожиданно появляется прекрасная женщина, при появлении которой гарпии исчезают. Волшебница предлагает мореплавателям свою покровительство в обмен на то, что после строительства плота они возьмут её с собой.
Однако во сне Одиссею является Афина, которая говорит страннику, что их покровительница на деле это богиня Персефона, которая сбежала от своего мужа Аида, за что была навечно заключена богами на этот остров. И задача мореплавателей не спасать, а убить падшую богиню. Афина даёт совет, как можно справиться с монстрами, что, однако, мало помогает людям, которые продолжают гибнуть в битвах с гарпиями.
Персефона, приняв облик Пенелопы, соблазняет Одиссея, а на утро ставит ему ультиматум — или герой станет её мужем и поможет падшей богине стать правительницей и мира мёртвых, и мира живых, или погибнет. Одиссей и его спутники пытаются бежать, но богиня напускает на них гарпий. Тогда герой взывает к Афине, которая предлагает ему вспомнить о своём хитроумии. Моряки облачаются в смердящую одежду мертвецов, что помогает им спрятаться от монстров. Они проникают в храм Аида, где находят меч адского огня. Одиссей пронзает этим артефактом Персефону, что убивает падшую богиню. Тотчас же к острову приплывает корабль, который вернёт их на Итаку. Гомер решает написать о путешествиях.

## В ролях
- Арнольд Вослоу — Одиссей
- Стив Бачич — Эврилох
- ДжейАр Борн — Перимед
- Стефани фон Пфеттен — Персефона
- Рендал Эдвардс — Гомер
- Леа Гибсон — Пенелопа
- Соня Саломяа — Афина
- Перри Лонг — Гомер в старости
- Майк Антонакос — Кристос